# Primera División 1927 (AAAF)
La Primera División 1927, organizzata dall'Asociación Amateurs Argentina de Football – nata dalla fusione tra AAF e AAm che organizzarono fino all'anno precedente la Copa Campeonato e Primera División (AAm) rispettivamente – e disputatasi dal 19 marzo 1927 al 5 febbraio 1928 nel suo calendario regolare, fu il primo torneo dell'AAAF, al quale presero parte 34 squadre, conclusosi con la vittoria del San Lorenzo.

## Classifica finale[3]
| Pos. | Squadra                     | Pt | G  | V  | N  | P  | GF | GS | DR  |
| ---- | --------------------------- | -- | -- | -- | -- | -- | -- | -- | --- |
| 1.   | San Lorenzo                 | 57 | 33 | 26 | 5  | 2  | 86 | 26 | +60 |
| 2.   | Boca Juniors                | 56 | 33 | 25 | 6  | 2  | 79 | 22 | +57 |
| 3.   | Lanús                       | 50 | 33 | 22 | 6  | 5  | 52 | 25 | +27 |
| 4.   | Ferro Carril Oeste          | 47 | 33 | 19 | 9  | 5  | 58 | 36 | +22 |
| 5.   | Huracán                     | 44 | 33 | 18 | 8  | 7  | 58 | 28 | +30 |
| 5.   | Independiente               | 44 | 33 | 20 | 4  | 9  | 65 | 39 | +26 |
| 7.   | Racing Club                 | 41 | 33 | 18 | 5  | 10 | 66 | 42 | +24 |
| 7.   | Sportivo Palermo            | 41 | 33 | 17 | 7  | 9  | 50 | 34 | +16 |
| 7.   | Sportivo Barracas           | 41 | 33 | 17 | 7  | 9  | 56 | 39 | +17 |
| 10.  | River Plate                 | 40 | 33 | 17 | 6  | 10 | 53 | 35 | +18 |
| 10.  | Estudiantes de La Plata     | 40 | 33 | 15 | 10 | 8  | 69 | 46 | +23 |
| 12.  | Quilmes                     | 39 | 33 | 16 | 7  | 10 | 62 | 48 | +14 |
| 13.  | Argentino de Quilmes        | 36 | 33 | 14 | 8  | 11 | 55 | 45 | +10 |
| 13.  | Platense                    | 36 | 33 | 14 | 8  | 11 | 40 | 45 | -5  |
| 15.  | Chacarita Juniors           | 35 | 33 | 11 | 13 | 9  | 57 | 48 | +9  |
| 15.  | San Fernando                | 35 | 33 | 12 | 11 | 10 | 55 | 48 | +7  |
| 17.  | Banfield                    | 32 | 33 | 13 | 6  | 14 | 45 | 47 | -2  |
| 17.  | Argentinos Juniors          | 32 | 33 | 11 | 10 | 12 | 38 | 40 | -2  |
| 19.  | Barracas Central            | 31 | 33 | 11 | 9  | 13 | 54 | 56 | -2  |
| 19.  | Sportivo Buenos Aires       | 31 | 33 | 13 | 5  | 15 | 46 | 50 | -4  |
| 21.  | Almagro                     | 30 | 33 | 11 | 8  | 14 | 38 | 34 | +4  |
| 22.  | Liberal Argentino           | 27 | 33 | 9  | 9  | 15 | 40 | 47 | -7  |
| 22.  | Talleres (RE)               | 27 | 33 | 10 | 9  | 14 | 30 | 38 | -8  |
| 22.  | Vélez Sarsfield             | 27 | 33 | 11 | 5  | 17 | 42 | 62 | -20 |
| 25.  | Gimnasia y Esgrima La Plata | 25 | 33 | 8  | 9  | 16 | 40 | 57 | -17 |
| 26.  | Argentino del Sud           | 24 | 33 | 9  | 6  | 18 | 42 | 67 | -25 |
| 27.  | Estudiantil Porteño         | 23 | 33 | 9  | 5  | 19 | 43 | 62 | -19 |
| 28.  | Excursionistas              | 22 | 33 | 8  | 6  | 19 | 40 | 69 | -29 |
| 28.  | Atlanta                     | 22 | 33 | 8  | 6  | 19 | 28 | 50 | -22 |
| 30.  | Defensores de Belgrano      | 21 | 33 | 8  | 5  | 20 | 30 | 51 | -21 |
| 30.  | Tigre                       | 21 | 33 | 9  | 3  | 21 | 35 | 76 | -41 |
| 32.  | San Isidro                  | 20 | 33 | 6  | 8  | 19 | 39 | 80 | -41 |
| 33.  | Estudiantes Buenos Aires    | 19 | 33 | 5  | 9  | 19 | 22 | 51 | -29 |
| 34.  | Porteño                     | 4  | 33 | 1  | 2  | 30 | 24 | 93 | -69 |

## Spareggio per la salvezza
Il torneo prevedeva quattro retrocessioni. Il 5 aprile e 8 aprile 1928 furono disputate le gare per determinare chi tra Defensores de Belgrano e Tigre – classificatesi pari merito al 30º posto – avrebbe mantenuto un posto nella massima divisione e chi sarebbe retrocessa. I risultati furono i seguenti:
| Arbitro: | Nay Foino |

|           |           |             |
| Caldas 7’ | Marcatori | 28’ Poletti |

| Arbitro: | Celleri |

|            |           |  |
| Caldas 12’ | Marcatori |  |

Tuttavia, nonostante la sconfitta, il Tigre non fu retrocesso e mantenne un posto anche nella Primera División 1928. Stesso privilegio anche alle altre tre squadre classificatesi dietro.

## Classifica marcatori[5]
| Gol |  |  | Giocatore            | Squadra                            |
| --- |  |  | -------------------- | ---------------------------------- |
| 32  |  |  | Domingo Tarasconi    | Boca Juniors                       |
| 25  |  |  | Alejandro Scopelli   | Estudiantes                        |
| 24  |  |  | Manuel Seoane        | Independiente                      |
| 23  |  |  | Alberto Vásquez      | Quilmes                            |
| 22  |  |  | Renato Cesarini      | Chacarita Juniors                  |
| 19  |  |  | Raúl Estevarena      | Barracas Central                   |
| 19  |  |  | Alfredo Carricaberry | San Lorenzo                        |
| 18  |  |  | Eulogio Echeverría   | Boca Juniors (4) San Fernando (14) |
| 17  |  |  | Guillermo Zúñiga     | San Isidro                         |
| 17  |  |  | Luis Terrot          | Sportivo Palermo                   |
| 17  |  |  | Alfonso Lorenzo      | Barracas Central                   |
| 16  |  |  | Oscar Luppo          | San Fernando                       |